# Викас Сваруп
Викас Сваруп (на английски: Vikas Swarup; на хинди: विकास स्वरूप; урду: وکاس سوروپ) е индийски дипломат и автор на бестселъри в жанра съвременен роман.

## Биография и творчество
Викас Сваруп е роден на 23 юни 1961 г. в Аллахабад, Утар Прадеш, Индия, в семейство на юристи. Учи в мъжката гимназия и колеж в Аллахабад, след което завършва психология, история и философия в университета в Аллахабад.
С желание да изследва различни култури, през 1986 г. започва работа в елитната Индийска дипломатическа служба. Последователно служи в Турция (1987-1990), САЩ (1993-1997), Етиопия (1997-2000), Великобритания (2000-2003), Южна Африка (2006-2009) и в Япония (2009-2013) – като генерален консул в региона Осака – Кобе.
От септември 2013 г. е секретар за ООН в Министерството на външните работи в Ню Делхи, става говорител на Министерството на външните работи от 2015 г. След това е върховен комисар на Индия в Канада.
Пише първия си роман „Беднякът милионер“ през последните 2 месеца на дипломатическото си назначение в Лондон през 2003 г. Публикуван през 2005 г., бързо става международен бестселър и е преведен и публикуван на 43 езика по света. Разказва историята на бедния и влюбен сервитьор от Мумбай Джамал Малик, който печели голямата награда от ТВ шоу „Стани богат“ (Кой иска да стане милионер?). През 2009 г. романът е екранизиран в много успешния филм „Беднякът милионер“ (Slumdog Millionaire) на режисьора Дани Бойл, спечелил 8 награди „Оскар“.
Съпругата на Викас Сваруп Апарна е художничка с изложения в Индия и чужбина. Имат двама сина.

## Произведения

### Самостоятелни романи
- Q and A (2005) – издаден и като „Slumdog Millionaire“
Беднякът милионер, изд. „ИнфоДар“ (2007), прев. Ирина Манушева
- Six Suspects (2008)
- The Accidental Apprentice (2013)

### Екранизации
- „Беднякът милионер“ (2008) – филм по романа